# St. Oswald (Mäbenberg)

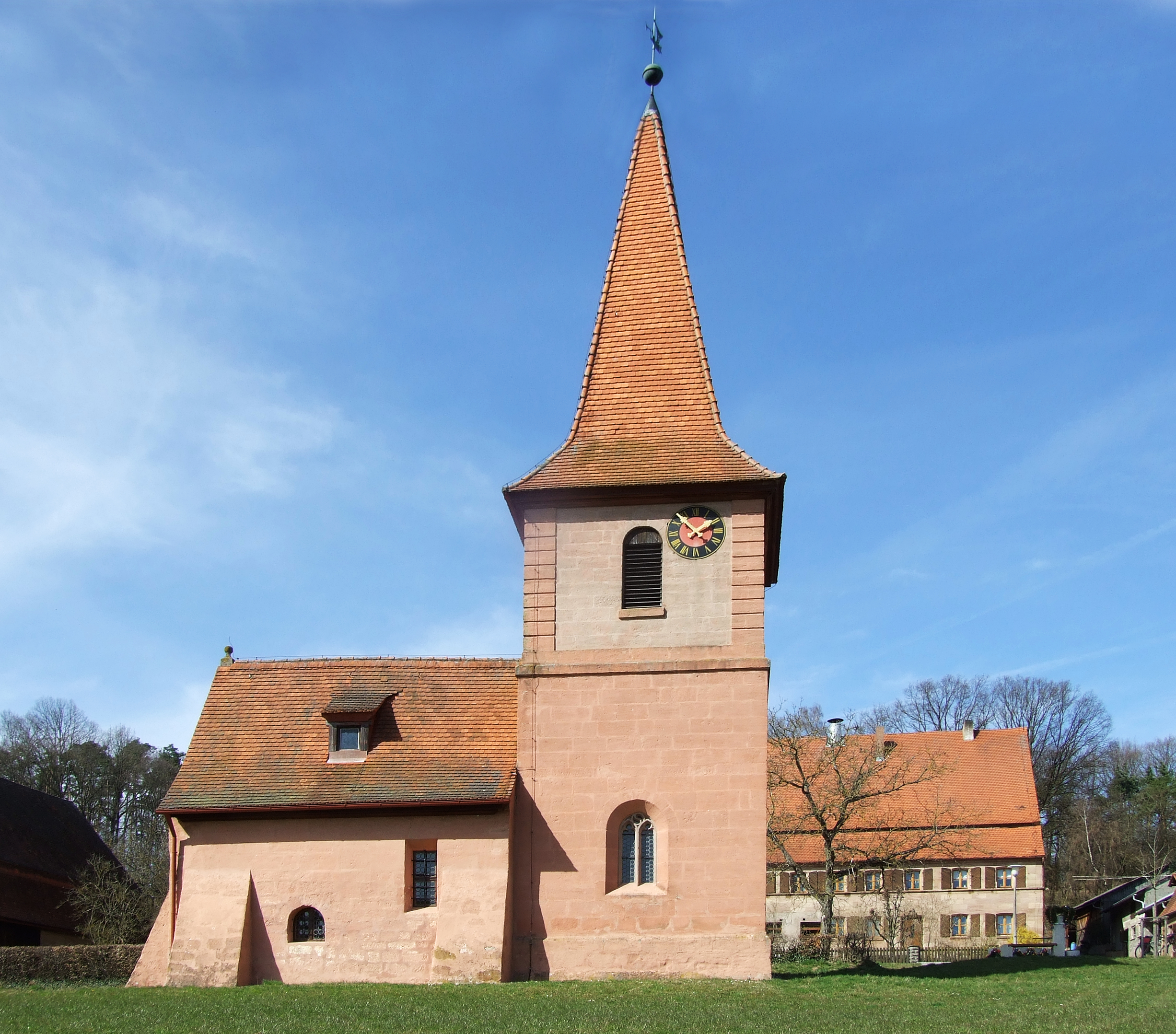
St. Oswald in Mäbenberg

Die evangelische, denkmalgeschützte Kirche St. Oswald steht in Mäbenberg, einem Gemeindeteil der Gemeinde Georgensgmünd im Landkreis Roth (Mittelfranken, Bayern). Das Bauwerk ist unter der Denkmalnummer D-5-76-121-69 als Baudenkmal in der Bayerischen Denkmalliste eingetragen. Die Pfarrei gehört zur Kirchengemeinde Rittersbach in der Region Süd des Dekanats Schwabach im Kirchenkreis Nürnberg der Evangelisch-Lutherischen Kirche in Bayern. Gottesdienste finden einmal im Monat und an hohen Feiertagen statt. Beliebt ist die Kirche als Tauf- und Hochzeitskirche.

## Beschreibung
Auf der Ostseite des quadratischen Chorturms ist 1489 als Jahreszahl der Einweihung eingemeißelt. Der Innenraum des Chors, d. h. das Erdgeschoss des Chorturms, ist mit einem Kreuzrippengewölbe überspannt, der des Langhauses mit einer Flachdecke. Der Chorturm wurde später um ein Geschoss aufgestockt, das die Turmuhr und den Glockenstuhl beherbergt, und mit einem vierseitigen Knickhelm bedeckt. Die Kirchenglocke wurde 1694 von Johann Balthasar von Herold gegossen und nachdem sie 1749 einen Sprung bekommen hatte, 1750 umgegossen. Der Flügelaltar im Chor wurde um das Jahr 1500 gefertigt, das Taufbecken 1694. Das Vortragekreuz wurde 1678 gestiftet.